# Дайджак
Крістофер Джеймс Дайджак (англ. Christopher James Dijak, народився 23 квітня 1987 року) — американський професійний реслер, який зараз виступає на незалежній реслінг арені. під ринг іменем Донован Дайджак (англ. Donovan Dijak). Відомий своїми виступами у WWE під ринг-іменами Dominik Dijakovic, T-Bar і DIJAK ([ˈdaɪdʒæk]).
Дайяк розпочав свою професійну кар'єру в рестлінгу в 2013 році під псевдонімом Донован Дайджак (англ. Donovan Dijak), працюючи в кількох промоушенах незалежної арени, особливо в Chaotic Wrestling, де він тренувався. У 2014 році, він підписав контракт з Ring of Honor (ROH), де виграв турнір Top Prospect Tournament 2015. Після відходу з ROH у 2017 році він підписав контракт з WWE. Він був відправлений на бренд розвитку NXT під ринг іменем Домінік Дайджаковіч (англ. Dominik Dijakovic). У вересні 2020 року він дебютував у складі угрупування Retribution під ринг іменем T-Bar. Незважаючи на те, що Retribution розпався в березні 2021 року, він продовжував об'єднуватися з напарником Мейсом, доки його не задрафтували до бренду SmackDown на драфті WWE 2021. У листопаді 2022 року, він повернувся на бренд NXT як Dijak. Під час драфту WWE 2024 року він був задрафтований до бренду Raw перед тим, як покинути компанію у червні 2024.

## Раннє життя
Крістофер Джеймс Дайджак народився і виріс у Люненбурзі, штат Массачусетс. Він має хорватське, угорське та італійське походження. Дайджак був спортсменом із трьох видів спорту в Люненбурзькій старшій школі, особливо у американському футболі, в результаті чого його залучали до багатьох найкращих футбольних програм коледжу Нової Англії. У 2005 році він був названий найкращим атлетом року Sentinel & Enterprise у 2005 році, у відборі всіх зірок Central Massachusetts Shriners, а також був призначений капітаном і MVP команди під час свого старшого сезону. Зрештою Дайджак прийняв стипендію, щоб грати в університетський футбол за UMass Minutemen.
Після закінчення сезону на першому курсі в Університеті Массачусетсу та маючи проблеми з адаптацією у великому кампусі, Дайджак зрештою вирішив перевестися до Університету Бріджвотер, середній коледж гуманітарних мистецтв, розташований приблизно в 20 милях від Бостона, штат Массачусетс. У «Бріджвотер Стейт» Дайджак відзначився як у футболі, так і в баскетболі, очолюючи футбольну команду у молодшому та старшому класах, а також очолював баскетбольну команду у старшому класі. Дайджак також отримав нагороди в обох видах спорту. Він також був включений до всеамериканської команди NCAA Division III Football East Region All-American у своєму старшому сезоні, граючи за Bears. У 2010 році Дайджак закінчив Університет Бріджвотер, отримавши ступінь бакалавра кримінального правосуддя.

## Кар'єра у професійному реслінгу

### Chaotic Wrestling (2013—2017)
Після двох поразок у малих промоушенах, Дайджак приєднався до Chaotic Wrestling, тренуючись під керівництвом Браяна Ф'юрі та Тодда Хенсона. Він дебютував у серпні 2013 року в переможному поєдинку проти Верна Вікалло і залишався непереможеним до липня 2014 року, коли він програв чемпіону Chaotic Wrestling Марку Шурману. Здобувши ще одну спробу за титул у фатальному чотиристоронньому поєдинку наступного місяця, він переміг Шурмана у їхньому матчі-реванші 24 жовтня та завоював титул чемпіона CW у важкій вазі. Після 148 денного рейну, він програв титул Чейзу Дель Монте 21 березня 2015 року. У 2016 році Дайджак об'єднався з Майкі Веббом, щоб сформувати команду The American Destroyers. Дайджак і Вебб вигравали Командне Чемпіонство Chaotic Wrestling, перемігши The Logan Brothers 26 грудня 2016 року, перш ніж втратити їх менш ніж через місяць від The Mill City Hooligans. У своєму останньому матчі за промоушен, Дайджак переміг Крістіана Казанову та Джоша Бріггса в матчі потрійної загрози за титул чемпіона Нової Англії Chaotic Wrestling. Відразу після матчу він відмовився від титулу.

### Ring of Honor (2014—2017)
Він дебютував у Ring of Honor 27 липня на Future of Honor 2, спочатку перемігши Стоклі Хетевея, а потім зазнавши поразки від Муза. Дайджак виграв турнір Top Prospect Tournament 2015, перемігши Уілла Феррару у фіналі. Ця перемога дозволила йому зустрітися з Джеєм Літалом на Телевізійне Чемпіонство Світу ROH . Однак він відмовився скористатися цією можливістю і натомість приєднався до The House of Truth, зарекомендувавши себе як хіла. Його перший матч у складі House of Truth відбувся 7 березня, об'єднавшись з J Diesel і перемігши команду Brutal Burgers (Боб Еванс і Чізбургер). 19 червня, на Best in the World 2015, він програв матч проти Марка Бріско. Йому вдалося виграти свій наступний матчна PPV проти Такаакі Ватанабе на Death Before Dishonor XIII.
19 грудня (трансляція відбулася 13 січня 2016 року) його виключили з угрупування Truth Martini, ставши фейсом у процесі. На телевізійних записах ROH 27 лютого Дайджак вийшов із Принцом Наною та напав на Труса Мартіні, знову ставши хілом і зробивши рідкісний подвійний тьорн із Джеєм Леталом, ставши останньою перлиною корони принца Нани в угрупуванні Embassy. Дайджак оголосив про свій відхід з ROH через Twitter 12 лютого 2017 року

### WWE

#### NXT (2017—2020)
У січні 2017 року WWE відкликала контракт з Дайжаком після юридичної погрози з боку ROH, де він все ще був на контракті. Наступного місяця Даджак вирішив не підписувати контракт з ROH, фактично призупинивши свою кар'єру в очікуванні іншої пропозиції контракту від WWE. 20 липня було повідомлено, що Дайджак завершує свої незалежний букінг перед приєднанням до WWE. 21 серпня Дайджак завітав до WWE Performance Center Про його підписання компанія оголосила 5 вересня
23 вересня Дайджак дебютував на бренді розвитку WWE, NXT Його телевізійний дебют під його справжнім іменем відбувся 30 травня 2018 року, коли він програв Рікошету. У липні 2018 року WWE оголосила нове ринг ім'я Дайджака — Домінік Дайджакович. Промо ролики почали з'являтися на випуску NXT від 5 грудня 2018 року, рекламуючи дебют Домініка Дайджаковича. Дайджакович дебютував як хіл на випуску NXT від 19 грудня, перемігши Аарона Маккі. Після WrestleMania 35 він мав ворогувати з тодішнімпівнічноамериканським чемпіоном NXT Velveteen Dream за чемпіонство. Однак у квітні 2019 року він отримав розрив меніска, який вимагав операції. Він був поза грою до кінця липня, коли повернувся на живому заході NXT.
13 листопада 2019 року на випуску NXT Дайджаковіч став фейсом, коли приєднався до Команди Чампа для щорічного матчу WarGames з Томмасо Чампою, Меттом Ріддлом і Кітом Лі проти The Undisputed Era на TakeOver: WarGames. Ріддл покинув команду, щоб продовжити суперництво з Фінном Балором. На шоу, Дайджаковіч і Команда Чампи перемогли The Undisputed Era, а місце Ріддла зайняв Кевін Оуенс. На випуску NXT від 29 січня 2020 року, Дайджаковіч переміг Деміана Пріста, щоб стати претендентом номер один на Чемпіонство Північної Америки NXT проти Кіта Лі на TakeOver: Portland 16 лютого, де йому не вдалося виграти титул. Після матчу Лі і Дайджаковіч потиснули один одному руки на знак поваги. Після перемоги Лі за Чемпіонство NXT проти Адама Коула на The Great American Bash Лі кинув виклик Дайджаковічу як за Чемпіонство NXT, так і за Чемпіонство Північної Америки наступного випуску, але не зміг завоювати титули. Потім на нього напав Карріон Кросс під час інтерв'ю за лаштунками, що призвело до матчу між ними на випуску NXT від 22 липня, який Дайджаковіч програв. Це ознаменувало його останню появу на NXT.

#### Retribution (2020—2022)
21 вересня на випуску Raw він був показаний як член лиходійського угрупування Retribution під псевдонімом T-Bar, у новому вбранні та масці. На випуску Raw від 5 жовтня, Мустафа Алі було виявлено як лідера угрупування. Протягом наступних тижнів фракція не мала успіху. 21 березня 2021 року на Fastlane, Ті-Бар і Мейс напали на Алі, розпустивши угрупування. 12 квітня на випуску Raw Ті-Бар і Мейс напали на Дрю Макінтайра, демонструючи ознаки приєднання до The Hurt Business. Наступного тижня на Raw, з Ті-Бара і Мейса були нарешті зняті маски в командному матчі проти Макінтайра та Брауна Строумена, в якому Ті-Бар і Мейс перемогли через дискваліфікацію. Пізніше в інтерв'ю вони підтвердили початок командного забігу. Після кількох тижнів відсутності на телебаченні Ті-Бар і Мейс були показані в ролі лісорубів у матчі з лісорубами між Джоном Моррісоном і Деміаном Прістом на випуску Raw від 17 травня.
У рамках драфту 2021 року Мейс був задрафтований до бренду SmackDown, а T-Bar залишився на бренді Raw, таким чином розпустивши команду. 25 жовтня на випуску Raw Ті-Бар був дискваліфікований у матчі проти Чемпіона США Деміана Пріста після того, як кинув офісне крісло в чемпіона. 1 листопада на випуску Raw він програв Прісту в матчі без дискваліфікації, в якому Пріст зберіг титул чемпіона США. Протягом 2022 року він був понижений для участі в Main Event до жовтня.

#### Повернення до NXT та відхід (2022—2024)
На випуску NXT від 25 жовтня була показана віньєтка маски T-Bar з Retribution, яку кинули у вогонь, натякаючи на його повернення до бренду NXT. 22 листопада на випуску NXT він повернувся до бренду, тепер переформатований як персонаж, натхненний Термінатором, під ім'ям Дайджак, і напав на Веса Лі після того, як Вес успішно захистив титул Чемпіона Північної Америки NXT проти Кармело Хейза. На Vengeance Day Дайджак програв свій матч чемпіонату Північної Америки NXT через втручання Тоні Д'Анджело та суперзірки NXT Ченнінга «Стекса» Лоренцо, таким чином давши Весу Лі можливість отримати вигоду з відволікання та зберегти чемпіонство. 7 березня на Roadblock, Дайджак зазнав поразки від Д'Анджело у вуличній бійці Джейлхаус. У квітні Дайджак почав ворожнечу з Іллею Драгуновим. На Spring Breakin' Дайджак напав на Драгунова за лаштунками. На Battleground 28 травня Дайджак зазнав поразки від Драгунова в матчі Last Man Standing, що поклало край ворожнечі.
На випуску NXT від 7 листопада, Дайджак переміг Тайлера Бейта, кваліфікувавшись на Iron Survivor Challenge на Deadline, який виграв Трік Вільямс. 15 січня на випуску NXT, Дайджак зіткнувся з Треєм Бірхіллом, а коментатором був Джо Гейсі. Під час матчу Гейсі головою завдав удар Дайджаку. Після того, як Дайджак виграв матч проти Берхілла, Гейсі напав на Діджака ззаду, і обидва почали бійку. Наступного тижня був запланований матч між Дайджаком і Гейсі, але матч не відбувся через те, що Гейсі атакував Дайджака до того, як пролунав гонг. Обидва продовжували битися, поки їх не розтягнули рефері та охоронці. 4 лютого 2024 року на Vengeance Day, Дайджак переміг Джо Гейсі в матчі без дискваліфікацій. Під час матчів Діяка після Дня помсти Гейсі почав з'являтися під рингу. На випуску NXT від 13 лютого, Гейсі зіткнувся з Кармело Хейзом у програшному матчі. Після матчу, Дайджак напав на Гейсі кийком, а потім замкнув його в гамівну сорочку і пішов. Наступного тижня Дайджак замкнув Гейсі в камері для психічно хворих, при цьому Гейсі сміючись сказав Дайджаку, що «це ще не кінець». 27 лютого на випуску NXT Дайджак переміг Луку Крузіфіно. Після матчу Гейсі розірвав гамівну сорочку і почав бити Дайджака, поки обидва не пішли за лаштунки, де продовжили битися. 5 березня на Roadblock, Дайджак переміг Гейсі в матчі за правилами Психлікарні. На Stand & Deliver 6 квітня, Дайджак не зміг виграти Чемпіонство Північної Америки NXT у Оба Фемі в матчі потрійної загрози, в якому також брав участь Джош Бріггс.
Під час другої ночі драфту WWE 2024 року Дайджака було обрано до бренду Raw на додатковому драфті, що ознаменувало його повернення до основного ростеру через два роки. 19 червня на випуску Speed, Дайджак програв Ксав'є Вудсу з Нового Дню у турнірі за претендентство №1 за Чемпіонство WWE Speed. Це буде остання поява Дайджака у WWE, так як 27 червня Дайджак анонсував, що покидає WWE, заявивши, що компанія вирішила не продовжувати з ним контракт.

### Незалежна арена (2024—дотепер)
29 червня 2024 року, Дайджак (знову повернувшись до імені "Донован Дайджак"), здійснив свою першу появу після WWE на Blitzkrieg Pro

## Інші медіа
Як T-Bar, він дебютував у відеоігрі як ігровий персонаж у WWE 2K22, але також був представлений у режимі MyRise гри як Домінік Дайджаковіч. Однак цей персонаж був доступний лише в режимі MyRise і спочатку був недоступний для гравців. WWE2K додав персонажа Домініка Дайджаковіча в патчі 1.12, випущеному 16 травня 2022 року, таким чином Дайджак отримав двох персонажів у грі. Він додатково з'явився як Ті-Бар у WWE 2K23, і як Дайджак у WWE 2K24.

## Чемпіонства і досягнення
- Chaotic Wrestling
  - Чемпіонство CW у важкій вазі (1 раз)[13][57][58][59]
  - Чемпіонство CW Нової Англії (1 раз)[60][61]
  - Командне чемпіонство CW (1 раз) — з Майкі Веббом[62][63][64]
  - Одинадцятий володар потрійної корони
- Lancaster Championship Wrestling
  - Keystone Cup (2015) — з Дж. Дізелем[65]
- Pro Wrestling Illustrated
  - Посів 104 місце серед 500 найкращих одиночних реслерів у PWI 500 у 2020 році[66]
- Pro Wrestling Resurgence
  - Чемпіонство PWR у важкій вазі (1 раз)[67][68]
- Ring of Honor
  - Турнір Top Prospect (2015)[69]
- WrestleMerica
  - Чемпіонство WrestleMerica у важкій вазі (1 раз)[70][71][72]
- WrestleCrap
  - Gooker Award (2020) — як частина Retribution[73]